# Piero Sicoli
| Asteroides descoberts: 41 | Asteroides descoberts: 41 | Asteroides descoberts: 41 |
| --- | ------------------------- | ------------------------- |
| (6882) Sormano | 5 de febrer de 1995       | [6]                       |
| (8106) Carpino | 23 de desembre de 1994    | [3]                       |
| (8208) Volta | 28 de febrer de 1995      | [5]                       |
| (8209) Toscanelli | 28 de febrer de 1995      | [5]                       |
| (8935) Beccaria | 11 de gener de 1997       | [3]                       |
| (9111) Matarazzo | 28 de gener de 1997       | [2]                       |
| (9115) Battisti | 27 de febrer de 1997      | [2]                       |
| (10387) Bepicolombo | 18 d'octubre de 1996      | [2]                       |
| (11145) Emanuelli | 29 d'agost de 1997        | [4]                       |
| (11652) Johnbrownlee | 7 de febrer de 1997       | [2]                       |
| (11379) Alefranz | 29 d'agost de 1997        | [4]                       |
| (11970) Palitzsch | 4 d'octubre de 1994       | [5]                       |
| (12410) 1995 SM3 | 26 de setembre de 1995    | [5]                       |
| (13158) 1995 UE | 17 d'octubre de 1995      | [5]                       |
| (14024) Procol Harum | 9 de setembre de 1994     | [5]                       |
| (14103) 1997 TC | 1 d'octubre de 1997       | [1]                       |
| (15379) Alefranz | 29 d'agost de 1997        | [4]                       |
| (16749) 1996 QE | 16 d'agost de 1996        | [6]                       |
| (17614) 1995 UT7 | 27 d'octubre de 1995      | [4]                       |
| (18556) Battiato | 7 de febrer de 1997       | [2]                       |
| (19398) 1998 EM8 | 2 de març de 1998         | [5]                       |
| (22500) 1997 OJ | 26 de juliol de 1997      | [1]                       |
| (26197) Bormio | 31 de març de 1997        | [2]                       |
| (31244) 1998 DG11 | 19 de febrer de 1998      | [1]                       |
| (32931) 1995 SY4 | 26 de setembre de 1995    | [5]                       |
| (32944) Gussalli | 19 de novembre de 1995    | [2]                       |
| (33049) 1997 UF5 | 25 d'octubre de 1997      | [1]                       |
| (35316) Monella | 11 de gener de 1997       | [3]                       |
| (35334) Yarkovsky | 31 de març de 1997        | [2]                       |
| (39653) 1995 UC | 17 d'octubre de 1995      | [5]                       |
| (43956) 1997 CD7 | 31 de març de 1997        | [2]                       |
| (43957) 1997 CL13 | 7 de febrer de 1997       | [2]                       |
| (43993) Mariola | 26 de juliol de 1997      | [1]                       |
| (46691) 1997 BK3 | 30 de gener de 1997       | [6]                       |
| (48640) 1995 UN | 17 d'octubre de 1995      | [5]                       |
| (48643) Allen-Beach | 20 d'octubre de 1995      | [2]                       |
| (55810) 1994 TC | 4 d'octubre de 1994       | [5]                       |
| (59087) 1998 VT33 | 15 de novembre de 1998    | [2]                       |
| (69573) 1998 BQ26 | 28 de gener de 1998       | [1]                       |
| (69961) Millosevich | 15 de novembre de 1998    | [2]                       |
| (96583) 1998 VG34 | 15 de novembre de 1998    | [2]                       |
| Codescubridres: [1] = amb Augusto Testa [2] = amb Francesco Manca [3] = amb Marco Cavagna [4] = amb Paolo Chiavenna [5] = amb Pierangelo Ghezzi [6] = amb Valter Giuliani |                           |                           |

Piero Sicoli   (1954) és un astrònom italià vinculat a l'Observatori Astronòmic de Sormano, a Itàlia, que ha descobert un bon nombre d'asteroides. En particular, cal destacar que un objecte menor, l'asteroide (7866) Sicoli porta el seu nom.
Treballa a l'Observatori Astronòmic de Sormano com a responsable-coordinador del programa d'Objectes Propers a la Terra o Near-Earth Asteroids (NEAs) El focus del seu treball està en l'examen i el rastreig de cossos menors del Sistema Solar.
És un descobridor prolífic d'asteroides, n'ha descobert 41, i algunes de les seves conclusions i observacions poden ser consultades en el lloc digital que es referencia: